# 徒然草

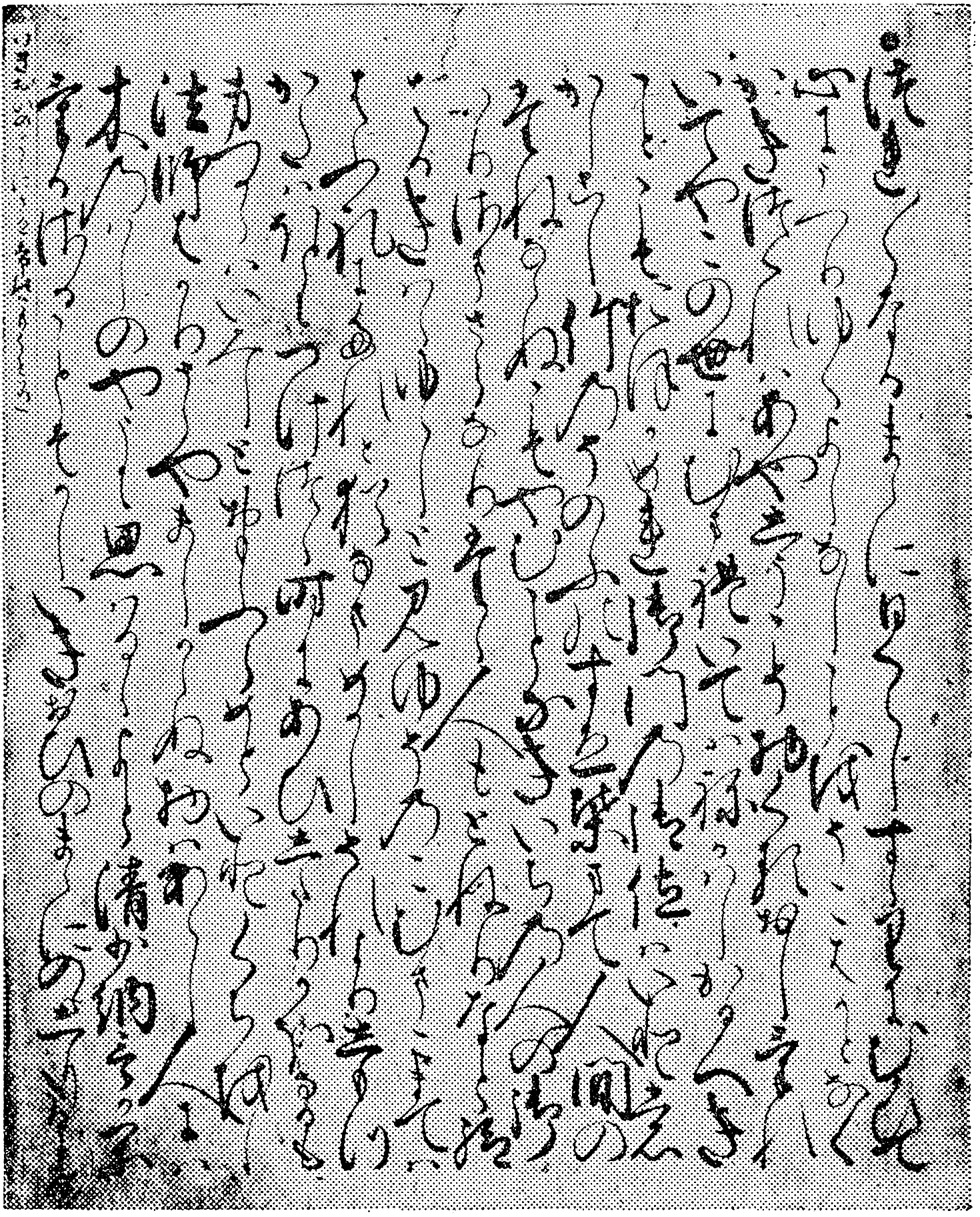
正徹本・永享三年(1431年)写

『徒然草』（つれづれぐさ）は、卜部兼好（兼好法師、兼好、吉田兼好）が書いたとされる随筆。清少納言『枕草子』、鴨長明『方丈記』とならび日本三大随筆の一つと評価されている。

## 概要

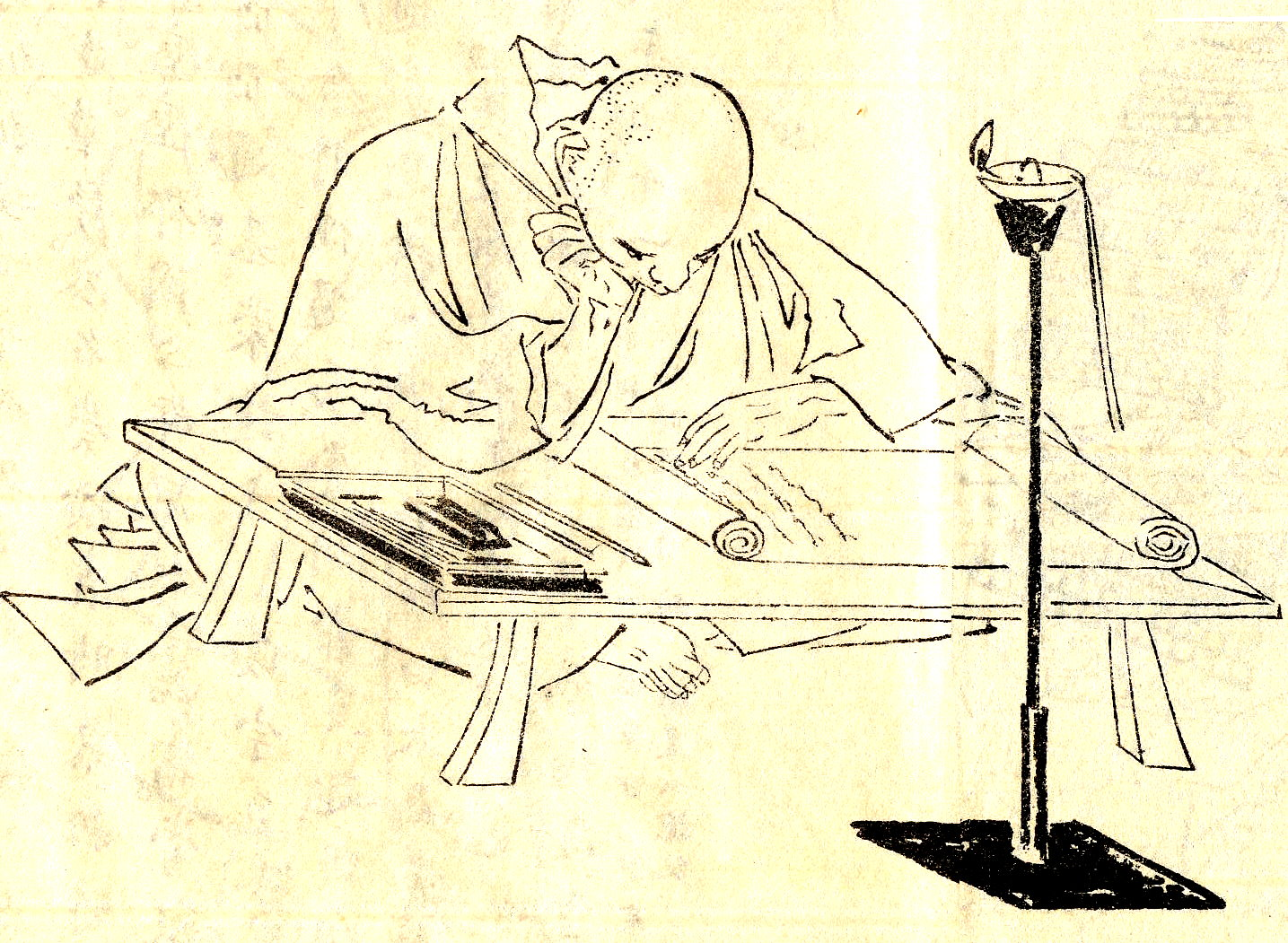
徒然草の作者 吉田兼好（『前賢故実』 菊池容斎画 明治時代)

兼好を作者とするのが僧・正徹（後述）以来、定説になっている。
成立については、室町幕府の九州探題である今川貞世（了俊。兼好の弟子の命松丸と親交があった）が、兼好の没後、草庵に残っていた原稿を編纂したと言われてきたが、疑わしい。国文学者の橘純一は、鎌倉時代末期、1330年8月から1331年9月頃にまとめられたとし、長く有力説とされてきた。この説によれば南北朝の争乱以前に中年期の兼好が著したことになるが、現在は「長年書き溜めてきた文章を1349年頃にまとめた」とする説が有力である 。
序段を含めて243段から成る。文体は和漢混淆文と、仮名文字が中心の和文が混在している。内容は多岐にわたり、序段には「つれづれなるままに」書いたと述べ、その後の各段では、兼好の思索や雑感、逸話を長短様々、順不同に語り、隠者学に位置づけられる。兼好が歌人、古典学者、能書家などであったことを反映しているほか、兼好が仁和寺がある双ヶ丘（ならびがおか）に居を構えたためか、仁和寺に関する説話が多い。また、『徒然草』が伝える説話のなかには、同時代の事件や人物について知る史料となる記述が散見され、歴史史料としても広く利用されている。中でも『平家物語』の作者に関する記述（226段）は現存する最古の物とされる。
作品の名にもとられる書き出しの「つれづれ」（徒然）は「やるべき事がなくて、手持ち無沙汰なさま」を意味する。「つれづれなり」と「よしなしごと」や、「書き付く」は先行する文学にも用いられている組合せであり、作品および自己を卑下する謙遜の辞である。

### 諸本
写本は江戸時代のものが多く、室町時代のものは非常に少ない。 現存最古の写本は、正徹が永享三年（1431年）の3月27日および4月12日に上下二巻を書写・校合した本（正徹本・静嘉堂文庫蔵）である。現存する諸本は、通説では
- 正徹本系統
- （伝）東常縁自筆本系統
- 細川幽斎本系統
- 烏丸光広本系統

の4種類に分類されるとされる。

## 受容
同時代の史料に『徒然草』への言及が伝わらないことから、「執筆後約百年間は注目されなかった」とされる。室町中期に僧・正徹が注目し、自ら書写した写本にこの作品を兼好法師のものとし、兼好の略歴も合わせて記している。これが正徹の弟子の歌人や連歌師たちに波及し、応仁の乱の時代に生きた彼らは、「無常観の文学」という観点から『徒然草』に共感をよせた。
江戸時代になると、版本が刊行され、松永貞徳の『なぐさみ草』、秦宗巴の『つれづれ草寿命院抄』、林羅山の『埜』、加藤磐斎の『徒然草抄』（1661年、寛文1年）、北村季吟の『徒然草文段抄』（1667年、寛文7年）といった注釈書も書かれていく。また、『徒然草』に記された教訓は町人などにも親しみやすく、身近な古典として愛読され、「大根の 武者これ屈強の 功の者」などの川柳が作られるなど、江戸期の文化に多大な影響を及ぼした。
こうして『徒然草』は古典となり、文学史上の位置が確定した。

### 絵画
絵画化は近世に入ってからと見られ、寛永7年（1630年）刊の絵入版本が最古とされる。その後絵入の『徒然草』は広く愛好され、土佐光起、住吉具慶・如慶、海北友雪といった当時一流の絵師の筆による絵巻、画帖が現存している。また、絵本や絵入版本も大量に作られ、今日でも数多く残る。
- 海北友雪の「徒然草絵巻」（サントリー美術館蔵、全20巻）は、『徒然草』のほぼ全ての章段を絵画化した大作である。巻物で右から左へ段が進み、絵の横にその粗筋（短い段は全文）の文章が書かれている。
- 上杉家には六曲一双の『徒然草図屏風』（上杉屏風徒然草[注 4]）が現存する。徒然草から二十八の場面が描かれている。右隻第一扇・上（序段）から左隻第六扇・下（第百三十四段）まで[8]。段と段の間は金雲で覆われ、美しい衣装の長い黒髪の女性たちが登場する（第五扇・中）など他の「徒然草絵」に比べ、かなり華やかに描かれている。

### 解釈・評価
- 江戸時代以降はもっぱら教訓書として読まれてきたが、国文学者の内海弘蔵は「趣味論者」兼好による「一大趣味論」と捉えている[9][10]。また、兼好の無常観、死生観を強調する見方もある。

- 小林秀雄は「徒然草」という短いエッセイで、兼好の「物が見え過ぎる眼」を指摘し、本書を「空前の批評家の魂が出現した文学史上の大きな事件」と評価している[11]。

- 加藤周一は、『徒然草』の他に類を見ない顕著な特徴として、「心に移りゆくよしなしごと」を次々と書きとめることで、多面的でしばしば相反する思想を一冊の小著にまとめあげた点を指摘している[12]。この点において加藤は、『徒然草』にジェイムズ・ジョイスの「意識の流れ」の先駆を見ている。

- 清水義範は『徒然草』を「日本の知的エッセイの基本形、知識人エッセイの原形」と評しており、「エッセイは「世の中の間違いを叱り飛ばす」形式で書くべきという思い込みに囚われている」と指摘している[13]。清水は「人間は皆、兼好が徒然草で喝破したように、毒を吐いて「けしからん」と言うのが愉しいのだ」と指摘する[14]。

- 橋本治は『徒然草』を「卜部兼好という青年」の人生のプロセス全体をなぞるように、30年以上の時間をかけて書かれたものではないかという前提に立ち、本作の魅力を「青春の哀切と達観した不思議なエネルギーとが一つになっているところ」にあると述べている[15]。

### 現代語訳
- 宮下拓三『徒然草全読解：助動詞の徹底考察にもとづく新評釈』右文書院、2021年9月。ISBN 9784842108094
- 林望『謹訳徒然草』祥伝社、2021年12月。ISBN 9784396617752

### 叢書
- 日本古典文学大系『方丈記・徒然草』、西尾実校訂、岩波書店、1957年6月
  - 新日本古典文学大系『方丈記・徒然草』、久保田淳校注、岩波書店、1989年1月
- 日本古典文学全集『方丈記・徒然草・正法眼蔵随聞記・歎異抄』、永積安明校注・訳、小学館、1971年8月
  - 新編日本古典文学全集『方丈記・徒然草・正法眼蔵随聞記・歎異抄』、永積安明校注・訳、小学館、1995年3月
- 新潮日本古典集成『徒然草』、木藤才蔵校注、新潮社、1977年3月（新装版、2015年4月）

### 絵本
- 橋本治、田中靖夫『絵本徒然草』河出書房新社、1990年8月1日。ISBN 4-309-00632-9。
- 橋本治、田中靖夫『絵本徒然草』 上、河出書房新社、1993年6月1日。ISBN 4-309-00835-6。
- 橋本治、田中靖夫『絵本徒然草』 下、河出書房新社、1993年6月1日。ISBN 4-309-00836-4。

### 漫画化作品
- 赤塚不二夫『徒然草』学習研究社、1983年
- 渡辺福男『マンガ 徒然草』三省堂、1989年6月
- 今道英治『徒然草』くもん出版、1991年6月
- バロン吉元『マンガ日本の古典17：徒然草』中央公論社（のち中公文庫）、1996年8月
- 長谷川法世『マンガ古典文学シリーズ 創業90周年企画 徒然草』小学館

### 外国語訳
- 英訳: The Tsuredzure Gusa of Yoshida no Kaneyoshi : being the meditations of a recluse in the 14th century / translated with notes by G. B. Sansom. （Transactions of the Asiatic Society of Japan, v. 39）Kelly and Walsh , Z.P. Maruya , Kegan Paul, Truebner , Otto Harrassowitz, 1911[16]
- ドイツ語訳: Betrachtungen aus der Stille; Tsurezuregusa. Aus dem Japanischen übertragen, erläutert und mit einem Nachwort versehen von Oscar Benl. Insel, [1978][17]